# Пирогов (фильм)
«Пирогов» — советский чёрно-белый кинофильм Григория Козинцева, вышедший на экраны в 1947 году.

## Сюжет
Фильм о жизни и деятельности выдающегося русского анатома и хирурга, члена-корреспондента Петербургской академии наук (1846) Николая Ивановича Пирогова. Пирогов, непосредственный участник нескольких войн, — основоположник военно-полевой хирургии. Он впервые (в 1847 году) произвёл операцию на поле боя под наркозом, ввёл неподвижную гипсовую повязку, предложил ряд новых хирургических операций. Научные труды Пирогова получили мировую известность.

## В ролях
- Константин Скоробогатов — Пирогов
- Владимир Честноков — Ипатов (прототип - Ф.И. Иноземцев)
- Ольга Лебзак — Вакулина
- Сергей Яров — Скулаченко
- Георгий Гумилевский — Лукич
- Николай Черкасов — откупщик Лядов
- Пётр Лобанов — Тарасов
- Яков Малютин — смотритель в госпитале
- Алексей Дикий — Павел Нахимов
- Татьяна Пилецкая — Даша Севастопольская
- Николай Трофимов — пирожник
- Андрей Костричкий — опоздавший
- Сергей Карнович-Валуа — цыган-гитарист
- Георгий Колосов — шпик

## Съёмочная группа
- Автор сценария: Юрий Герман
- Режиссёр-постановщик: Григорий Козинцев
- Операторы-постановщики:
  - Андрей Москвин
  - Анатолий Назаров
  - Наум Шифрин
- Композитор: Дмитрий Шостакович
- Художник-постановщик: Евгений Еней
- Директор картины — Михаил Шостак

## Награды
- 1948 Съёмочной группе фильма была присуждена Государственная премия СССР[1].